# Красноникольск
Красноникольск — деревня в Усть-Таркском районе Новосибирской области. Входит в состав Еланского сельсовета.

## География
Площадь деревни — 44 гектаров.

## История
Основана в 1890 г. В 1928 г. посёлок Красно-Никольский состоял из 118 хозяйств, основное население — русские. Центр Красно-Никольского сельсовета Еланского района Омского округа Сибирского края.

## Население
| 2002 | 2007 | 2010 |
| ---- | ---- | ---- |
| 156  | ↘137 | ↘105 |

## Инфраструктура
В деревне по данным на 2007 год функционируют 1 учреждение здравоохранения и 1 учреждение образования.